# Колачково (Куявсько-Поморське воєводство)
Колачково (пол. Kołaczkowo, нім. Rensdorf) — село в Польщі, у гміні Шубін Накельського повіту Куявсько-Поморського воєводства.
Населення — 1092 особи (2011).
У 1975-1998 роках село належало до Бидгощського воєводства.

## Демографія
Демографічна структура станом на 31 березня 2011 року:
|          | Загалом | Допрацездатний вік | Працездатний вік | Постпрацездатний вік |
| -------- | ------- | ------------------ | ---------------- | -------------------- |
| Чоловіки | 566     | 126                | 401              | 39                   |
| Жінки    | 526     | 129                | 307              | 90                   |
| Разом    | 1092    | 255                | 708              | 129                  |